# Mita Hisao
Hisao Mita (sinh ngày 20 tháng 5 năm 1991) là một cầu thủ bóng đá người Nhật Bản.

## Sự nghiệp câu lạc bộ
Hisao Mita đã từng chơi cho YSCC Yokohama.